# Spirit in the Sky (Keiino-sang)
"Spirit in the Sky" er en sang af den norske musikgruppe KEiiNO. Den skal repræsentere Norge i Eurovision Song Contest 2019 i Tel Aviv, Israel. Sangen ville have vundet hvis det stod til seerne men på grund af at sangen havnede på en 18. plads hos juryerne så fik den en 6. plads i finalen.

## Musikhitlister
| Musikhitliste (2019) | Top position |
| -------------------- | ------------ |
| Norge (VG-lista)     | 3            |